# Giulio Falcone
Giulio Falcone (Atri, 13 mei 1974) is een Italiaanse voetballer (verdediger) die anno 2007 voor de Italiaanse eersteklasser Parma FC uitkomt. Voordien speelde hij onder andere voor Fiorentina, Bologna en Sampdoria.
Falcone speelde op 16 augustus 2006 zijn eerste en laatste interland voor de Italiaanse nationale ploeg (2-0-verlies tegen Kroatië). In de periode 1993-1996 speelde hij 7 wedstrijden voor de U-21 van Italië.

## Carrière
- 1992-1993: Torino (jeugd)
- 1993-1996: Torino
- 1996-1999: Fiorentina
- 1999-2003: Bologna
- 2003-2007: Sampdoria
- 2007-  nu : Parma FC

## Erelijst
Torino
- Coppa Italia

1993